# Mastín del Pirineo
El mastín del Pirineo es una raza de perro española de guarda de rebaños originaria del Pirineo aragonés[cita requerida]. Está incluida dentro del grupo 2, sección 3 de los molosos del tipo montaña de la clasificación oficial de la Federación Cinológica Internacional.

## Historia
Durante mucho tiempo el mastín del Pirineo acompañó a los rebaños de ovejas en su recorridos trashumantes desde los Pirineos aragoneses hasta el Maestrazgo. Su principal función era la de guardar y proteger a los rebaños y a sus amos de los ataques de lobos, osos y ladrones.
Durante el siglo XX y especialmente después de la Guerra civil española, debido a las dificultades económicas, el mastín entró en declive ya que resultaba muy caro mantener a un perro de su tamaño[cita requerida]. En los años 70, Rafael Malo Alcrudo inicia en Aragón su trabajo de recuperación de la raza con los escasos ejemplares que se encontraban en el campo y que aún tenían características típicas del mastín tradicional. En el año 1977 el propio Rafael Malo Alcrudo, junto a Daniel Lloréns Guerrero y Jaime Graus Morales, fundaron el Club del Mastín del Pirineo de España, para aglutinar los esfuerzos en la recuperación del perro clásico de la trashumancia aragonesa y en dar a conocer al Mastín del Pirineo a nivel nacional e internacional. Eso animó a otros criadores a unirse en la labor de recuperación del mastín pirenaico dentro y fuera de España. En la actualidad la raza tiene reconocimiento internacional, como demuestra la existencia de clubes en numerosos países europeos y en Estados Unidos, aunque últimamente el número de ejemplares de calidad ha disminuido bastante y, por ello, se ha requerido ayuda científica para intentar solucionar los problemas actuales que, al parecer, están remitiendo dando lugar a un moderado incremento de la fertilidad general en la raza.

## Descripción
El Mastín del Pirineo es una raza bastante grande, pero no debe ser ni pesado ni torpe, tampoco linfático ni con una estructura débil o incorrecta que le impida caminar con la fuerza que requiere su labor, sino un perro inteligente, noble y funcional, selección en la que deberían de centrarse sus criadores.

## Galería

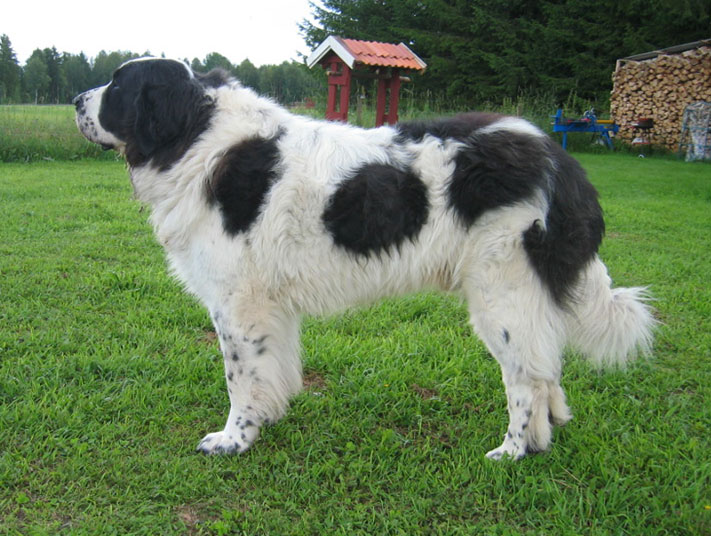
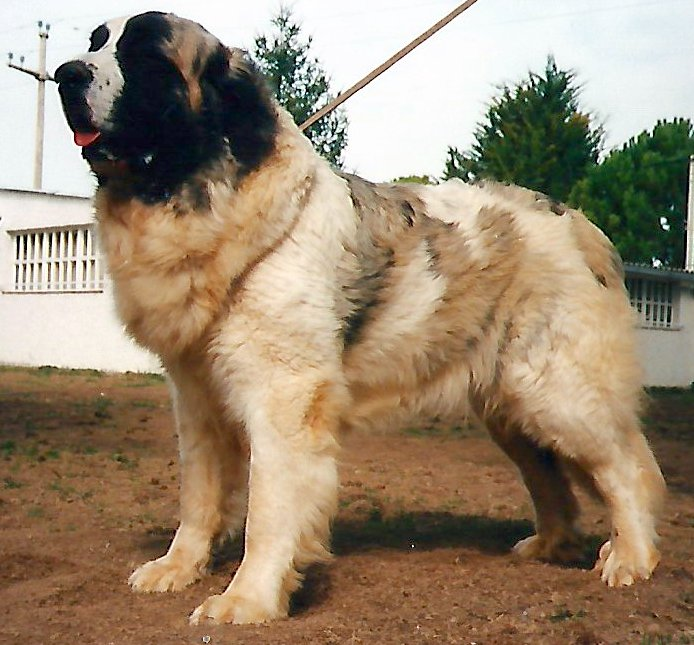